# Уилсон, Джаррид
Томас Джаррид Уилсон (англ. Thomas Jarrid Wilson, 18 сентября 1988 — 9 сентября 2019) — американский пастор и писатель. 
Он проработал 18 месяцев в христианском братстве Харвест в Риверсайде, штат Калифорния, а ранее был пастором в церкви Highpoint в Мемфисе, штат Теннесси, церкви Home Church в Нашвилле, штат Теннесси, и церкви LifePoint в Смерне, тоже в Теннесси. Он с женой Джули основали Anthem of Hope (с англ. — «Гимн надежды») — программу для людей, страдающих депрессией.
У Уилсона было двое сыновей. Он покончил жизнь самоубийством в возрасте 30 лет 9 сентября 2019 года.

## Избранные труды
- Wilson, Jarrid. 30 Words: A Devotional for the Rest of Us :  [англ.]. — Whitaker House, 2012. — ISBN 9781577995265.
- Wilson, Jarrid. Jesus Swagger. — Nashville, Tennessee : Thomas Nelson, 2015. — ISBN 9780718021993.[7]
- Wilson, Jarrid. Wondrous Pursuit: Daily Encounters with an Almighty God :  [англ.]. — Kirkdale Press, 2016. — ISBN 9781683590095.
- Wilson, Jarrid. Love Is Oxygen: How God Can Give You Life and Change Your World. — Colorado Springs, Colorado : NavPress, 2017. — ISBN 9781631467608.